# Championnats d'Afrique de boxe amateur 2017
Navigation
Édition précédente Édition suivante
La 18e édition des championnats d'Afrique de boxe amateur s'est déroulée à Brazzaville, en République du Congo, du 18 au 25 juin 2017. Elle a comporté 10 épreuves pour hommes et 8 pour femmes. La compétition masculine est qualificative pour les Championnats du monde de boxe amateur. Les 40 médaillés sont qualifiés. Au total, le Cameroun, avec 6 titres a largement dominé les débats.

## Résultats

### Podiums hommes
| Catégories                  | Or                        | Argent                 | Bronze                                                |
| Poids mi-mouches (-49 kg)   | Matias Hamunyela          | Simplice Fotsala       | Mohamed Yacine Touareg Hassan Shaffi Bakari           |
| Poids mouches (-52 kg)      | Mohamed Flissi            | Mohammed Otukice Rajab | Marco Jerome Andrianarivelo Heritier Nkolmoni Sankuru |
| Poids coqs (-56 kg)         | Jean Jordy Vadamootoo     | Geoffrey Kakeeto       | Gerson Rocha Bilel Mhamdi                             |
| Poids légers (-60 kg)       | Okoth Nicholas Okongo     | Reda Benbaziz          | Mohamed Hamout Jean John Colin                        |
| Poids super-légers (-64 kg) | Jonas Junias Jonas        | Mohamed Eslam Aly      | Dival Malonga Dzalamou Fiston Mbaya Mulumba           |
| Poids welters (-69 kg)      | Kakande Muzamiru          | Merven Clair           | Silungwe Nkumbu Said Mohamed Seddik                   |
| Poids moyens (-75 kg)       | Wilfried Seyi             | Houssam Abdin          | John Nzioka Kyalo Andel Ngarnissengue                 |
| Poids mi-lourds (-81 kg)    | Ulrich Rodrigie Yombo     | Chouaïb Ouahdi         | Rodrigue Ngalebaya Kaonga Mbachi                      |
| Poids lourds (-91 kg)       | Laury Yannick Pembouabeka | Abdeljalil Abouhamada  | Silva Tumba Christian Ndzie Tsoye                     |
| Poids super-lourds (+91 kg) | Arsène Fokou              | David Ayiti            | Rezk Mostafa Hafez Uosry Masia Carlos Mbuyi           |

### Podiums femmes
| Catégories                  | Or                       | Argent                    | Bronze                                    |
| Poids mi-mouches (-48 kg)   | Souhila Bouchene         | Christine Akoa Bengono    | Amel Chebbi Miora Tina Andriamiasoa       |
| Poids mouches (-51 kg)      | Yasmine Moutaqui         | Romayssa Boualam          | Christine Ongare Esotia Rosette Ndongala  |
| Poids coqs (-54 kg)         | Ouidad Sfouh             | Nadege Marline Niambongui | Essele Jaelle Miki Bibiche Ndja           |
| Poids plumes (-57 kg)       | Christelle Aurore Ndiang | Nour El Houda Baahmed     | Dieynabou Diallo Modestine Munga          |
| Poids légers (-60 kg)       | Marcelat Sakobi Matshu   | Yetunde Odunuga           | Chaïma Erradi Houria Triki                |
| Poids super-légers (-64 kg) | Oumaïma Belahbib         | Soumaya Tabarkot          | Sharufa Rachidi Aratwa Kasemang           |
| Poids welters (-69 kg)      | Yannicke Azangue Aubiege | Hadjila Khelif            | Fatima Ezzahra Basim                      |
| Poids moyens (-75 kg)       | Clotilde Essiane         | Amira Tayr                | Elizabeth Akinyi Jorbelle Malewu Tekasala |

### Tableau des médailles
| Place | Pays                             | Médaille d'or, monde | Médaille d'argent, monde | Médaille de bronze, monde | Total |
| ----- | -------------------------------- | -------------------- | ------------------------ | ------------------------- | ----- |
| 1     | Cameroun                         | 6                    | 2                        | 1                         | 9     |
| 2     | Algérie                          | 3                    | 5                        | 2                         | 10    |
| 3     | Maroc                            | 2                    | 3                        | 3                         | 8     |
| 4     | Ouganda                          | 1                    | 2                        | 0                         | 3     |
| 5     | Maurice                          | 1                    | 1                        | 1                         | 3     |
| 6     | République démocratique du Congo | 1                    | 0                        | 7                         | 8     |
| 7     | République du Congo              | 1                    | 0                        | 4                         | 5     |
| 7     | Kenya                            | 1                    | 0                        | 4                         | 5     |
| 9     | Égypte                           | 0                    | 2                        | 2                         | 4     |
| 10    | Botswana                         | 0                    | 1                        | 1                         | 2     |
| 11    | Nigeria                          | 0                    | 1                        | 0                         | 1     |
| 11    | République centrafricaine        | 0                    | 1                        | 0                         | 1     |
| 13    | Angola                           | 0                    | 0                        | 2                         | 2     |
| 13    | Madagascar                       | 0                    | 0                        | 2                         | 2     |
| 13    | Tunisie                          | 0                    | 0                        | 2                         | 2     |
| 13    | Zambie                           | 0                    | 0                        | 2                         | 2     |
| 17    | Cap-Vert                         | 0                    | 0                        | 1                         | 1     |
| 17    | Sénégal                          | 0                    | 0                        | 1                         | 1     |
| Total | 18 pays médaillés                | 18                   | 18                       | 35                        | 71    |

## Référence
1. ↑  (fr) Championnats d'Afrique de boxe : le Cameroun vainqueur avec 6 médailles d'or (mondialsport.net)